# Исаева, Фия Абдулбариевна
Фия Абдулбариевна Исаева (1 марта 1938, Уфа, Башкирская АССР, РСФСР — 2 октября 2024, Душанбе, Таджикистан) — учёный-востоковед, специалист в области грамматики, диалектологии и истории арабского языка,  педагог. «Отличник Высшей школы СССР», «Заслуженный работник РТ», «Отличник просвещения и науки РТ», кавалер ордена «Дусти» (Дружба), «Ветеран труда».
Кандидат филологических наук, доцент.

## Биография
Родилась 1 марта 1938 года в Уфе, Башкирская АССР, РСФСР- советский и таджикистанский лингвист, востоковед - арабист, кандидат филологических наук. В 1962 году окончила Восточный факультет Ленинградского государственного университета (кафедра арабской филологии). Её учителями были известные ученые-арабисты проф. В.И. Беляев, И.Н. Винников, А.А. Долинина, О.Б. Фролова, А. Б. Халидов, Хусейн Али Махфуз и др. После окончания вуза в июле 1962 года была направлена на работу  в Таджикский государственный университет (ныне Таджикский национальный университет) в качестве преподавателя арабского языка и стала одним из первых преподавателей на новом отделении арабского языка. Исаева Ф.А. более 60 лет занимается подготовкой высококвалифицированных специалистов-арабистов. За эти годы педагогическая деятельность Исаевой Ф.А. была направлена на подготовку программ, учебно-методических пособий и словарей для студентов арабского отделения. Огромной заслугой Исаевой Ф.А. является подготовка и издание учебных пособий на таджикском языке, особенно первой грамматики арабского языка на таджикском языке в 2-х частях. Грамматические термины, использованные в данном пособии, в дальнейшем были приняты в таджикской арабистике.
Большой заслугой Исаевой Ф.А. является написание Программы по арабскому языку и первых «Учебников арабского языка» для 5-9 классов общеобразовательных школ Республики Таджикистан (в соавторстве с Муминовым Х. К.), которые неоднократно переиздавались.
В 1981 и 2007 годах Исаева Ф.А. была членом Комиссии при Министерстве Образования Республики Таджикистан по подготовке программ и учебных пособий для средних учебных заведений Республики Таджикистан, секретарем Комиссии по Востоковедению там же, более 30 лет была Ученым секретарем факультета востоковедения Таджикского Национального Университета, Председателем методсовета факультета,  Председателем профкома факультета, секретарем кафедры арабской филологии ТНУ.
В 1999—2003 годах Исаева Ф.А. была членом экспертной Комиссии по защите кандидатских диссертаций при ТНУ.
В 1997—1999 годах была Председателем ГЭК по иностранным языкам в Коммерческом институте в г. Душанбе.
В 2004 и 2011 годах была Председателем ГЭК по арабскому языку в Худжандском государственном университете.
В 1999 году и в 2003—2004 годах была и. о. зав. кафедрой арабской филологии Таджикского национального университета.
В 2013—2019 годах Исаева Ф.А. по совместительству работала доцентом  кафедры «Лингвистика» в Филиале МГУ им. М. В. Ломоносова в г. Душанбе.
В 1979 году защитила кандидатскую диссертацию по теме «Диалектизмы в «1001 ночи» в Институте востоковедения АН СССР (ныне Институт востоковедения РАН) (научный руководитель проф. ЛГУ В. И. Беляев). Доцент Таджикского национального университета.
Под руководством Исаевой Ф.А. защищена одна кандидатская диссертация ( Шарипова Зумрад Махмудовна  Семантико-структурный анализ фразеологических единиц таджикского, арабского и русского языков. АКД, Душанбе , 2011.)
Умерла 2 октября 2024 года после долгой болезни. Похоронена в Душанбе, на кладбище Сари Осиё.

## Семья и личная жизнь
Отец — Исаев Абдулбари Низамутдинович (1907—1983), муфтий европейской части СССР и Сибири (1975—1980).
Супруг Муминов Халим Кахарович (1934—2004), арабист-филолог, кандидат филологических наук, доцент ТНУ.
Дочь Муминова Рейхан Халимовна (г.р.1964), врач-психиатр, кандидат медицинских наук.
Сын Муминов Хикмат Халимович (1966-2021), академик НАНТ, вице-президент Академии наук  Республики Таджикистан (2017—2021).

## Научная деятельность
Основная сфера научных интересов — грамматика арабского языка, арабская диалектология, история арабского языка, история арабского языкознания, лексика Корана, персидские заимствования в арабском языке.  Работала над темой: влияние разговорного языка на язык памятников арабской народной литературы «1001 ночь», «Сират Захир Бейбарс». Занимается исследованием языка Корана, а также сочинений арабских языковедов, писавших о так называемых «ошибках» или диалектизмах, встречающихся в речи простого народа и образованных людей.
Круг прочитанных Исаевой Ф. А. за все годы лекционных курсов чрезвычайно широк. За время работы на факультете Востоковедения  (в настоящее время  Факультет языков стран Азии и Европы) вела лекционные и практические занятия по арабскому языку, а также подготовила и  прочитала целый ряд спецкурсов: «Грамматика современного арабского литературного языка», «Синтаксис арабского литературного языка», «Арабская лексикология», «Арабская диалектология, «История арабского языка», «История арабского языкознания» и др. Спецкурсы читались на русском, таджикском и арабском языках. По всем читаемым спецкурсам ею подготовлены и изданы учебные пособия. В соавторстве с Муминовым Х.К. написала «Грамматику арабского языка» на таджикском языке и подготовила ряд хрестоматий по арабской литературе. Ею опубликовано более 80 научно-исследовательских статей по истории арабского языка, истории арабского языкознания, грамматике и лексике арабского языка в Москве, Душанбе, Худжанде. Она регулярно выступала с докладами на международных симпозиумах (1980, 1986, 1990), всесоюзных конференциях востоковедов (1983, 1988, 2018), республиканских конференциях.
Исаева Ф.А. в соавторстве с Муминовым Х. К. написала «Учебники арабского языка» для 5-9 классов общеобразовательных школ Республики Таджикистан, которые неоднократно переиздавались.
В 2013—2019 годах по совместительству работала доцентом кафедры «Лингвистика» в Филиале МГУ им. М. В. Ломоносова в г. Душанбе.

## Повышение квалификации
1. Ленинград, 1972 год. ЛГУ.
2. Ленинград, 1982 год. ЛГУ.
3. Саудовская Аравия, 2006 год.
4. Египет, 2010 год. Каирский университет.

## Награды и почётные звания
Награждена орденом Дружбы (1999), удостоена почетного звания «Заслуженный работник Республики Таджикистан» (2008), «Отличник Высшей школы СССР» (1989), «Отличник образования и науки Республики  Таджикистан» (2019), награждена медалью «Ветеран труда» (1989) и памятными медалями и  многочисленными правительственными грамотами.
Общий педагогический стаж 61 год.

## Публикации
1. Персидские заимствования в «1001 ночи».- Сборник «Ирано-афразийские языковые  контакты», ч.1 , Москва, 1987.- с. 75-79[7].
2. Персидские слова в «Сират Захир Бейбарс».- Сборник «Ирано-афразийские языковые контакты», ч. 2, Москва, 1991.-с.  44-48.
3. «1001 ночь» как источник для изучения лексики египетского диалекта 15-16 вв..- Тезисы докладов советской делегации на 2-й симпозиум ученых социалистических стран на тему «Теоретические проблемы языков Азии и Африки» /Варшава-Краков/, 9-16 ноября 1980 г., Москва, 1980.- с. 26-28.
4. К вопросу о словах персидского происхождения (в произведениях ал-Джахиза и памятниках арабской народной литературы), не вошедших в общий лексический фонд арабского языка. – “Труды ИВ РАН вып. 19: Проблемы общей и  востоковедной лингвистики: Лексикология и лексикография». М., 2018, с.468-476[8].
5. О некоторых синтаксических особенностях «Сират Захир Бейбарс».- Материалы Всесоюзной конференции по проблемам арабской культуры /Памяти акад. И.Ю.Крачковского/, Москва, 1983.-с.  17-18[9].
6. Особенности сложноподчиненных предложений в памятниках арабской народной литературы мамлюкского периода /»1001 ночь», «Сират Захир Бейбарс»/.- 1-й Международный симпозиум ученых социалистических стран по теоретическим проблемам языков Азии и Африки.  Москва, 1986.- с. 28-29.
7. Памятники арабской народной литературы как источник для изучения лексики средневековых арабских диалектов,- Теоретические проблемы языков Азии и Африки. 5 международный симпозиум ученых социалистических стран, Москва, 1990,- с.48-50[10].
8. Средневековые арабские языковеды о диалектальных отклонениях в языке.- Материалы республиканской научно-практической конференции 30 апреля 2016 года «Сравнительная типология и методика преподавания иностранных языков». Филиал МГУ им. М.В.Ломоносова, Душанбе, 2016 , стр.39-45.
9. Языковеды Османской империи Ибн Камаль Паша и Али Ибн Лали Бали аль-Кустантини аль-Ханафи о соблюдении чистоты арабского языка и языковых ошибках.- Материалы Международной научной конференции  «Современные проблемы естественных и гуманитарных наук и их роль в укреплении научных связей между странами», посвященная 10-летию Филиала МГУ имени М.В.Ломоносова в г. Душанбе (10-11 октября 2019г.) , Душанбе, 2019. С. 201-206[11].
10. Доктор Хусейн Али Махфуз о лексико-семантических особенностях  арабских заимствований в таджикском языке.- Материалы Х-ой научно-практической конференции «Ломоносовские чтения», посвященной 75-летию Победы в Великой Отечественной войне (1941-1945 гг.) (Душанбе, 25-26 сентября 2020 г. Ч. П. Гуманитарные науки. Душанбе, 2020, стр. 30-35[12].
11. Доктор Фазил Салих ас-Самарраи о лексико-семантических различиях слов-синонимов в Коране  - Пути защиты родного языка (материалы республиканской научно-практической конференции, посвященной международному дню родного языка (19 февраля 2022 года) Душанбе, 2022, стр. 118-120.

## Педагогические труды
1. Грамматикаи мухтасари забони арабӣ (Краткая грамматика арабского языка (на тадж. языке) (соавтор Муминов Х.К.).    Ч. 1. Морфология,  Душанбе, 1972, изд. 2, Душанбе, 1910.  – 208 стр.     Ч. 2. Синтаксические  отношения в арабском языке, Душанбе, 1913. - 164 стр.
2. Арабские языковеды (النحويون  العرب  ) (на араб. яз.). -.Душанбе, 2009.- 85 стр.
3. Арабские диалекты (اللهجات العربية ) ( на араб. яз).           Ч.1. Литературный арабский язык и диалекты, - Душанбе, 2014. - 81 стр.           Ч.2. Образцы текстов на арабских диалектах, - Душанбе, 2015. - 51 стр.
4. Арабская хрестоматия (  النصوص الأدبية) (соавтор Муминов Х.К.). Душанбе, 1970; 2 изд., Душанбе, 2014 .- 252 стр.
5. Учебное пособие по новой и современной арабскоой литературе (مختارات من آثار مشاهير الأدب العربي الحديث والمعاصر)(соавтор Муминов Х.К.). Душанбе, 2009. – 336 стр.
6. Забони арабӣ (Арабский язык) Учебник для 5-6 классов средней общеобразовательной школы (соавтор Муминов Х.К.). Душанбе, 2009, 2016.-  228 стр[1].
7. Забони арабӣ (Арабский язык) Учебник для 7-8 классов средней общеобразовательной школы (соавтор Муминов Х.К.). Душанбе, 2009.- 284 стр.
8. Забони арабӣ (Арабский язык) Учебник для 9 класса средней общеобразовательной школы (соавтор Муминов Х.К.). Душанбе,2009. -153 стр.
9. Забони арабӣ (Арабский язык) Учебник для 3-4 классов средней общеобразовательной школы (соавтор Муминов Х.К.).  Душанбе, 2017.- 224 стр.
10. Рохнамо (Методические указания к “Учебнику арабского языка” для 3-4 классов средней общеобразовательной школы) (соавтор Худойдодова С.). Душанбе,  2019. - 184 стр.